# Bayern 2 plus
Bayern 2 plus était une radio publique thématique allemande du groupe Bayerischer Rundfunk. Elle était une radio complémentaire de Bayern 2 et consistait en des rediffusions à des heures différentes de cette station.

## Histoire
La radio remplace Bayern 2 sur le réseau DAB. Il permet un résultat supérieur de débit de données pour une qualité sonore améliorée. Cela est possible, parce qu'une autre station DAB de BR, Bayern mobil, renonce à la diffusion de l'information supplémentaire visuelle sur la situation du trafic, qui est assuré par BR Verkehr.
Le 28 janvier 2015, BR bascule tous ses programmes du réseau DAB au réseau DAB+. À cette occasion, elle met fin à Bayern 2 plus et remplace la fréquence vide par BR Heimat le 2 février.

## Source de la traduction
- (de) Cet article est partiellement ou en totalité issu de l’article de Wikipédia en allemand intitulé « Bayern 2 plus » (voir la liste des auteurs).